# University of Arizona Press
University of Arizona Press é uma editora fundada em 1959 como um departamento da Universidade do Arizona, sendo uma editora sem fins lucrativos, de livros acadêmicos e regionais. É o principal editor de trabalhos acadêmicos, regionais e literárias no estado do Arizona.